# Автомагистрала D5 (Чехия)
Автомагистрала D5 (на чешки: Dálnice D5), Пилзенска магистрала (на чешки: Plzeňská dálnice) е чешки магистрален автомобилен път, който свързва Прага с градовете Пилзен и Нюрнберг. Дължината на пътя е 151 km. Част е от европейския маршрут E50.

## История
Решението за изграждането на магистралата е взето през 1963 г. Самата работа започва през 1976 г. с изграждането на мост в Бероун. Краят на строителството тогава е планирано за 2000 г. По времето на Чехословакия, строителството върви бавно и до 1989 г. са построени общо 28,7 km, а очакваното завършване е отложено за 2010 г. Приоритетът на пътя е увеличен след Нежната революция, тъй като трябва да се превърне в един от най-важните транспортни коридори в страните от западна Европа. Темповете на строителството се увеличават и до 1995 г. е готов целия участък от Прага до кръстовището Ейповице, където от магистралата се отклонява трикилометров път, свързващ магистралата с град Пилзен (откъм източната му страна). През 1997 г. магистралата е отворена за движение в участъка от кръстовището на Пилзен-запад до държавната граница с Германия. От чешката страна е изграден съвместния граничен пункт „Розвадов/Вайдхаус“ (който спира да функционира през декември 2007 г., във връзка с присъединяването на Чехия към Шенгенската зона). От германската страна на границата пътят е обозначен като автомагистрала A6.
За строителството на последния участък около Пилзен са се водили много спорове. Първо, през 1988 г. е взето решение, че магистралата ще заобиколи Пилзен от север. Въпреки това, през 1991 г. е избран южния вариант. В него най-конфликтен се оказва участъка около планината Валик. Споровете продължават до 2003 г. В резултат на това, трасето е бил изместено на юг и е взето решение за изграждане на тунел през Валик, който позволява заобикалянето на град Пилзен. Технологията вътре в тунела се управлява от система Reliance SCADA. Тунелът е открит на 6 октомври 2006 г., а пътят е напълно завършен през ноември 2007 г.